# World Invasion: Battle Los Angeles
Pour les articles homonymes, voir Battle of Los Angeles (homonymie).
Pour plus de détails, voir Fiche technique et Distribution.
World Invasion: Battle Los Angeles ou Mission : Los Angeles au Québec, est un film de science-fiction américain réalisé par Jonathan Liebesman, sorti en 2011.
L'introduction du film évoque un événement réel appelé la bataille de Los Angeles qui s'est déroulé le 25 février 1942 donc, moins de trois mois après l'attaque de Pearl Harbor du 7 décembre 1941 : la DCA fut amenée à tirer durant plusieurs heures, mais l’identité de l'ennemi n’a jamais été révélée.
Le film débute le 11 août 2011. Des US Marines sont appelés à intervenir à Los Angeles, au départ pour ce qui semblait être une simple pluie de météorites qui tombe au large de grandes villes côtières à travers le monde. Il s'avère qu'ils vont en réalité devoir affronter les forces d'invasion et de colonisation d'extraterrestres, puissamment armées, dont l'objectif est de s'approprier les ressources en eau de notre planète. Sous la pression de la technologie avancée de ces derniers (usage intensif de drones de combat), l'armée américaine doit peu à peu se replier et abandonner la ville sous peine d'anéantissement total. Un peloton de Marines du 2e bataillon du 5e régiment de Marines commandé par le sergent Michael Nantz (Aaron Eckhart) un vétéran, a pour ultime mission de sauver un groupe de civils restés bloqués dans une zone de combats. Durant l'extraction, le sergent Nantz arrive à repérer un PC opérationnel alien et à le faire détruire par une frappe de missiles. Ce faisant, il permet la libération de l'espace aérien, enfin débarrassé des drones aliens, afin que les combats pour la reconquête de la ville puissent commencer.

## Synopsis
Le 12 août 2011, des vaisseaux spatiaux extraterrestres hostiles atterrissent au large des côtes des grandes villes. Los Angeles est évacuée tandis que les Marines de Camp Pendleton arrivent, dont le sergent d'état-major Michael Nantz, un vétéran de la guerre en Irak. Nantz, qui devait commencer sa retraite, est affecté au 1er Peloton, Compagnie Echo, du 2e Bataillon, 5e Marines.
Sous le commandement du sous-lieutenant William Martinez (Ramón Rodríguez), le peloton arrive à une base d'opérations avancée (FOB) établie à l'aéroport de Santa Monica. Les forces extraterrestres, tout en utilisant une domination rapide, n'ont aucun soutien aérien apparent, donc l'Air Force prépare un bombardement en tapis de la région de Santa Monica, et le peloton dispose de 3 heures pour récupérer les civils d'un poste de police. Alors qu'ils avancent à travers Los Angeles, ils tombent dans une embuscade et subissent de nombreuses pertes. Nantz emmène les marines Imlay (Will Rothhaar) et Harris (Ne-Yo) à la recherche de Lenihan, absent du groupe. Après avoir combattu un extraterrestre, ils font équipe avec des soldats de la 40e division d'infanterie de l'armée et une sergent technique du renseignement de l'armée de l'air, Elena Santos (Michelle Rodríguez). Au commissariat de police, le peloton de fortune trouve cinq civils : la vétérinaire Michele, les enfants Kirsten, Amy et Hector et le père d'Hector, Joe. Un hélicoptère arrive pour évacuer les marines blessés, mais ne peut pas supporter le poids des civils. Pendant le décollage, il est détruit par des unités aériennes extraterrestres, tuant Grayston, Guerrero, Lenihan et Simmons.
Les marines réquisitionnent un bus de transport abandonné pour l'évacuation. En route, ils en déduisent que les unités aériennes extraterrestres sont des drones qui ciblent les transmissions radio humaines ; Santos révèle que sa mission est de localiser et de détruire le centre de commandement des extraterrestres contrôlant les drones. Lorsque leur bus est attaqué par des extraterrestres sur une autoroute surélevée, les marines rappellent le groupe jusqu'au niveau de la rue. Dans la bataille qui s'ensuit, les marines Stavrou et Mottola et le reste des soldats de la Garde nationale de Californie sont tués, tandis que Joe et le lieutenant Martinez sont blessés en combattant les extraterrestres. Martinez utilise sa radio pour attirer les extraterrestres, puis fait exploser des explosifs, se sacrifiant pour son équipe. Nantz commande désormais le personnel survivant Santos, Imlay, Kerns, Lockett, Harris, Adukwu et les civils, poursuivant leur évasion de la zone de bombardement. Un scientifique spécule dans les médias que les extraterrestres recherchent les ressources en eau de la Terre comme carburant tout en exterminant la population humaine.
Le bombardement en tapis prévu ne se concrétise pas. En atteignant la FOB, les marines la trouvent détruite et les militaires en retraite de la ville. Les marines prévoient d'escorter les civils vers un autre point d'extraction. Quand Joe meurt des suites de ses blessures, Nantz réconforte Hector. Lockett confronte Nantz au sujet de son frère, un Marine qui, avec quatre autres personnes, a été tué lors de la dernière tournée de Nantz. Ils retrouvent la paix lorsque Nantz explique qu'il continue de penser à eux et récite le nom, le grade et le numéro de série de chacun. Nantz motive le groupe à avancer pour honorer ses camarades tombés au combat, dont Joe pour son courage. Ils atteignent le point d'extraction et évacuent par hélicoptère.
En vol, l'hélicoptère subit une brève perte de puissance. Nantz théorise qu'ils volent à proximité du centre de commandement extraterrestre, transmettant d'intenses messages radio à ses drones. Il ordonne à son unité d'accompagner les civils pendant qu'il reste pour reconnaître la zone, mais ses combattants le rejoignent tous. En fouillant dans les égouts, ils confirment la présence d'un gros vaisseau extraterrestre. Kerns appelle par radio pour demander des missiles, que Nantz dirige manuellement à l'aide d'un désignateur laser pendant que les autres défendent sa position. Kerns est tué lorsqu'un drone est dirigé  sur sa radio, mais les marines réussissent à guider un missile vers le module de commande, qui est détruit. Les drones incontrôlables tombent du ciel et les forces extraterrestres battent en retraite.
Les combattants restants – Nantz, Imlay, Lockett, Harris, Adukwu et Santos – sont évacués vers une base dans le désert de Mojave, où ils sont accueillis comme des héros. On leur dit que leur plan réussi a été transmis aux militaires combattant les forces extraterrestres dans 19 autres villes, que Michele et les 3 enfants ont été sauvés et qu'ils peuvent désormais se reposer. Au lieu de cela, ils se réarment et repartent pour reprendre Los Angeles.

## Fiche technique
Sauf indication contraire, les informations mentionnées dans cette section peuvent être confirmées par la base de données cinématographiques IMDb,  présente dans la section « Liens externes ».
- Titre original : Battle: Los Angeles
- Titre français : World Invasion: Battle Los Angeles
- Titre québécois : Mission : Los Angeles
- Réalisation : Jonathan Liebesman
- Scénario : Christopher Bertolini (en) et Shane Black (Script doctor, non crédité au générique)
- Musique : Brian Tyler
- Décors : Peter Wenham
- Costumes : Sanja Milkovic Hays
- Photographie : Lukas Ettlin et Oliver Wood (prises de vues additionnelles)
- Montage : Christian Wagner
- Production : Neal H. Moritz
- Société de production : Original Film
- Société de distribution : Columbia Pictures
- Pays de production :  États-Unis
- Langue originale : anglais
- Budget : 70 000 000 $
- Genre : Science-fiction
- Durée : 116 minutes
- Dates de sortie :
  - États-Unis : 11 mars 2011
  - France : 16 mars 2011
  - Belgique : 30 mars 2011

## Distribution

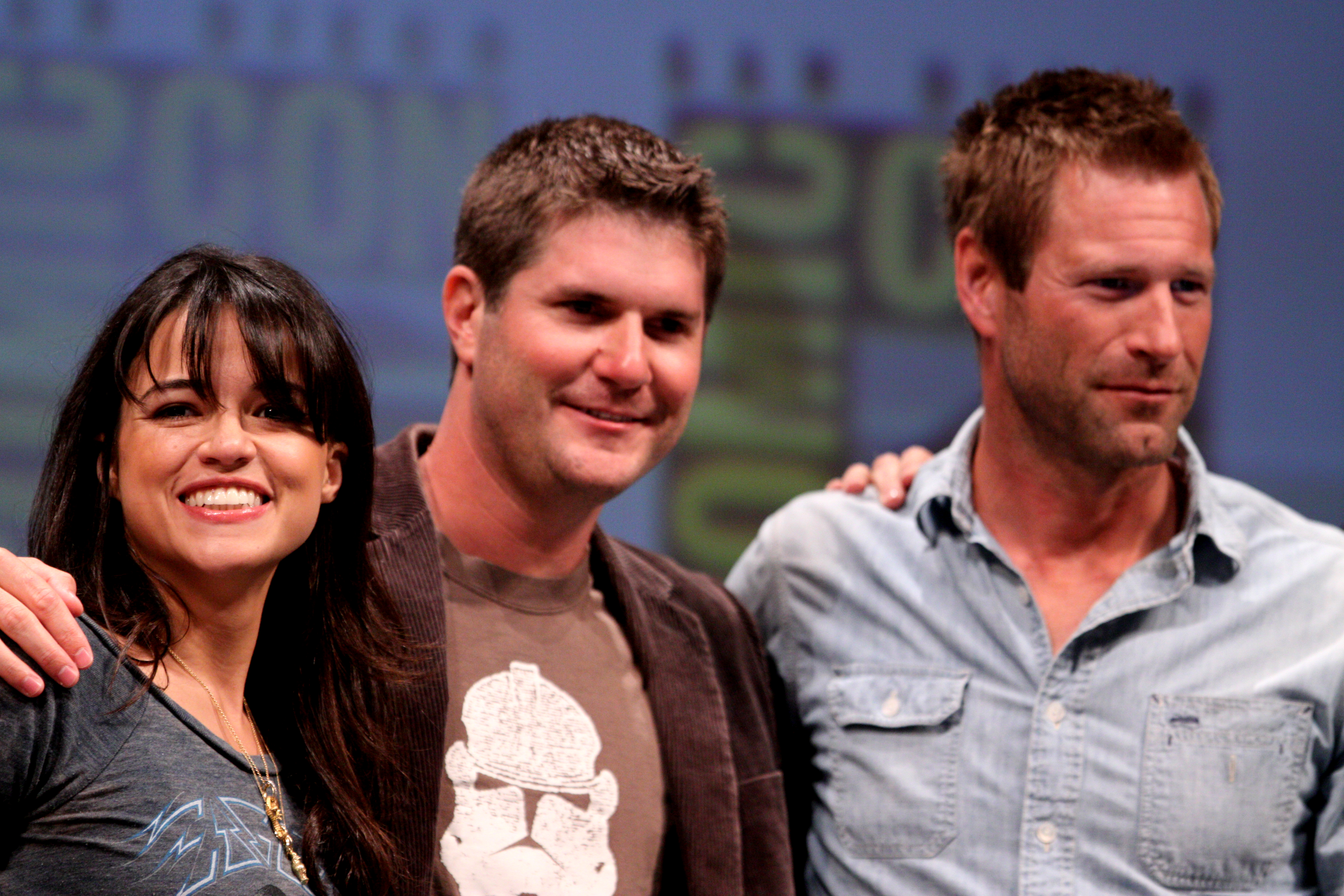
Michelle Rodriguez, Jonathan Liebesman et Aaron Eckhart au San Diego Comic-Con en 2010.

- Aaron Eckhart (V. F. : Serge Biavan ; V. Q. : Daniel Picard) : Sergent-chef Michael Nantz
- Michelle Rodríguez (VF : Olivia Dalric ; V. Q. : Camille Cyr-Desmarais) : Sergent Elena Santos
- Ramón Rodríguez (V. F. : Rémi Bichet ; V. Q. : Nicholas Savard L'Herbier) : Sous-lieutenant William Martinez
- Bridget Moynahan (V. F. : Barbara Kelsch ; V. Q. : Hélène Mondoux) : Michele
- Michael Peña (V. F. : Nessym Guetat ; V. Q. : Antoine Durand) : Joe Rincon
- Ne-Yo (V. F. : Diouc Koma ; V. Q. : Hugolin Chevrette-Landesque) : caporal Kevin Harris
- Taylor Handley (V. F. : Laurent Sao ; V. Q. : Alexis Lefebvre) : caporal Corey Simmons
- Lucas Till : caporal Scott Grayston
- Jim Parrack : (V. F. : David Krüger) : caporal Peter Kerns
- Cory Hardrict (V. F. : Cédric Dumond ; V. Q. : Guillaume Champoux) : caporal Jason Lockett
- Jadin Gould : Amy
- Bryce Cass (V. Q. : Thomas-Fionn Tran) : Hector Rincon
- Joey King (V. Q. : Noor Barrere) : Kirsten
- Nick Jones : le sergent Jackson
- Gino Anthony Pesi (V. F. : Axel Kiener ; V. Q. : Nicolas Charbonneaux-Collombet) : caporal Nick Stavrou
- Neil Brown Jr. (V. F. : Philippe Bozo ; V. Q. : Alexandre Fortin) : caporal Richard Guerrero
- James Hiroyuki Liao (V. F. : Donald Reignoux ; V. Q. : Gabriel Lessard) : caporal Steven Mottola
- Will Rothhaar : caporal Lee Imlay
- Noel Fisher (V. F. : Alexandre Nguyen ; V. Q. : Sébastien René) : Shaun Lenian
- Adetokumboh M'Cormack (V. F. : Jean-Baptiste Anoumon ; V. Q. : Daniel Roy) : Jibril Adukwu
- Michelle Pierce : Shelly
- Voix additionnelles : Bernard Métraux

## Production

### Tournage
Le tournage a lieu à Shreveport et Baton Rouge en Louisiane entre septembre et octobre 2010 avec l'aide d'un bataillon d'infanterie réserviste de la marine, d'hélicoptères Boeing CH-46 et de Boeing-Bell V-22 Osprey de l'USMC.

## Box office
Au 27 mars, ce film d'un budget estimé à 70 millions de dollars a rapporté un total de 124 millions de dollars à travers le monde et au 13 avril 2011, les recettes sont de plus de 186 millions de dollars.
Finalement le film a rapporté 202,3 millions de dollars dans le monde, ce qui lui permet d'être largement rentable pour le studio.